# Publius Petronius Turpilianus (Münzmeister)
Publius Petronius Turpilianus war ein Münzmeister der frühen römischen Kaiserzeit.

## Herkunft und Familie

Elephantenbiga (Denar des Augustus, Münzmeister Petronius Turpilianus um 20 v. Chr., Rückseite)

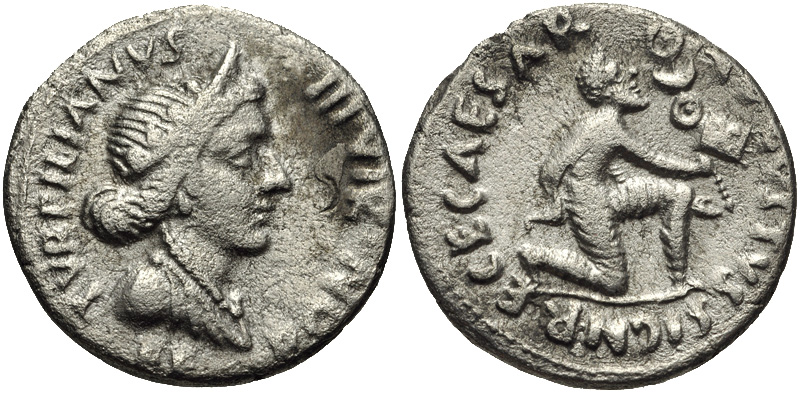
Kniender Parther mit den Feldzeichen des Crassus (Denar des Augustus, Münzmeister Petronius Turpilianus um 20 v. Chr., Vorder- und Rückseite)

Kniender Armenier (Denar des Augustus, Münzmeister Petronius Turpilianus um 20 v. Chr., Rückseite)

Publius Petronius Turpilianus war vermutlich ein Sohn von Publius Petronius, der von 25/24 bis 22/21 v. Chr. als Präfekt von Ägypten bezeugt ist. Möglicherweise war seine Mutter eine Turpilia und Petronius Turpilianus ein Nachkomme des Dichters Turpilius. Gemeinhin hält man ihn für den Vater des Auguren Publius Petronius (Suffektkonsul 19 n. Chr.) und des Gaius Petronius (Suffektkonsul 25).

## Leben
Über den Lebensweg des Münzmeisters ist fast nichts bekannt. Man hat vermutet, dass Petronius Turpilianus sein Amt im Jahr 20 v. Chr. als eine Art Belohnung für die Taten seines Vaters in Äthiopien erhielt. Nicht selten war das Amt des Münzmeisters für junge Ritter ein gesellschaftliches Sprungbrett und so dürfte auch die Familie Petronius in dieser Zeit in den Senatorenstand aufgestiegen sein. Möglicherweise ist Petronius Turpilianus identisch mit dem um 6/5 v. Chr. in einer Inschrift erwähnten gleichnamigen Prokonsul der Hispania Baetica. Hauptstadt der südspanischen Provinz Baetica war die Wirtschaftsmetropole Corduba, wo um diese Zeit der später als Rhetor bekanntgewordene L. Annaeus Seneca („der Ältere“) mit seiner Frau Helvia als Sachwalter oder Beamter lebte.

## Werk

### Gemeinsame Motive der drei Münzmeister: Augusteische Propaganda
Die von den drei Münzmeistern P. Petronius Turpilianus, Aquillius Florus und Marcus Durmius gemeinsam verwendeten Motive haben einen deutlichen Bezug zu aktuellen politischen und gesellschaftlichen Ereignissen unter Augustus:
- Ein Mann mit Ölzweig lenkt eine Biga, die von zwei Elephanten gezogen wird. Die Münze feiert die indische Gesandtschaft des Jahres 20 v. Chr.[5]

- Eine Goldmünze dieser Zeit enthält in einem Eichenkranz die Buchstaben O.C.S (= ob civis servatos) und darunter AUGUSTUS. Die aus Eichenlaub bestehende corona civica wurde für die Rettung eines römischen Bürgers verliehen. Diese Münze ist äußerst selten, von ihr sind nur etwa fünf Stücke erhalten.[6]

- Besonders wichtig für die Selbstdarstellung des Augustus war die Rückgabe der durch Marcus Licinius Crassus verlorenen Feldzeichen durch den Parthischen König Phraates IV., ebenfalls im Jahre 20 v. Chr.: Ein kniender Mann übergibt die Feldzeichen (sign[is] rece[ptis]).[7]

- Noch im selben Jahr (20 v. Chr.) bezeugt ein kniender Armenier die Eroberung Armeniens: ARME[NIA]. CAPT[A].[8]

- Auch die Quadriga ist ein Triumphsymbol und feiert möglicherweise die Rückkehr des Augustus im Jahr 19 v. Chr. Worauf sich das Senatus consultum (S.C) auf dieser Münze bezieht, ist unklar.[9]

### Sonderprägungen des Petronius

Mars

Die vorgenannten Motive finden sich bei allen drei Münzmeistern. Jeder von ihnen hat aber auch Münzprägungen mit ganz eigenen Symbolen. So zeigt Aquillius Florus seinen Namen sehr sprechend durch eine Blüte, daneben gibt es von ihm ein Münzbild mit einem von einem Soldaten niedergeworfenen Feind. M. Durmius hingegen zeigt einen vom Speer durchbohrten Eber, ein von einem Löwen gerissenes Reh und einen Stier. Die bekannteste seiner Münzen dürfte diejenige sein, die eine Krabbe und einen Schmetterling zeigt.
Von Petronius Turpilianus sind besonders viele eigene Motive geprägt worden. Sie zeichnen sich durch besondere Schönheit und eine originelle Motivik aus.
Auffällig sind zunächst die Motive der Münzvorderseiten, die nicht nur Augustus, sondern auch den Kriegsgott Mars und oft auch zwei italische Naturgottheiten darstellen, die Göttin Feronia und den mit Dionysos gleichgesetzten Gott Liber.

Liber

- Feronia war die (wohl ursprünglich etruskische) Göttin der Dämmerung (Varro nennt sie Sabinerin). Ihr Tempel lag in der Nähe von Tarracina, das auch Petronius Arbiter, wohl ein Enkel des Münzmeisters, in seinem Satyricon erwähnt.[10] Die Anhänger der Göttin durchwanderten einmal im Jahr bei einem großen Volksfest mit nackten Füßen unbeschädigt Kohlen und Glühasche. Feronia war auch die Göttin der Marktplätze und Märkte. War man ihr gegenüber freigiebig, so war sie mild, wenn aber nicht, dann verhexte sie Kinder und Vieh. Und tatsächlich opferte man ihr viel; nicht zuletzt die Freigelassenen Roms statteten den Tempel in Lucus Feroniae reichlich mit Geld aus. So wuchs der Tempelschatz schon in alter Zeit mit Gold und Silber, bis Hannibal ihn plünderte. Feronia als Münzbild ist also eine Aufwertung der Freigelassenen und zugleich die kaum verhüllte Aufforderung, großzügig Handel zu treiben. Die Verwendung durch Petronius Turpilianus könnte auf eine sabinische Abstammung der gens Petronia deuten.[11]

- Liber und Libera wurden zusammen mit Ceres in einem Tempel verehrt, der durch den Diktator Aulus Postumius im Jahre 495 v. Chr. geweiht worden sein soll, nachdem man die Sibyllinischen Bücher konsultiert hatte, die angeblich ein Petronius Sabinus abgeschrieben hatte. Auch dies könnte als Hinweis auf die sabinische Abstammung der gens Petronia verstanden werden. Mit dem Namen des Gottes Liber spielt übrigens Petronius Arbiter im Satyricon ebenfalls.[12]

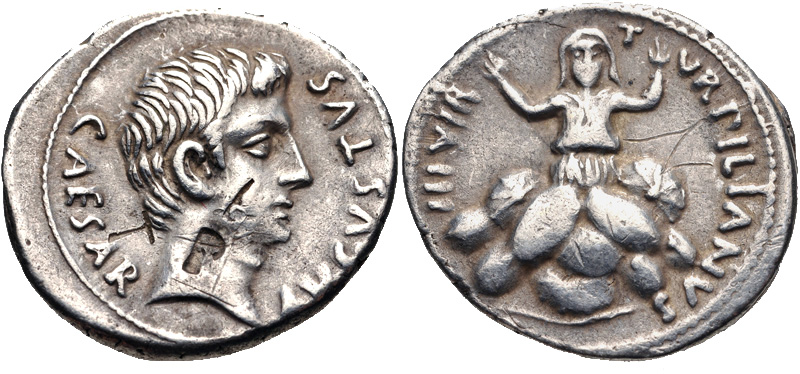
Augustus, Tarpeia

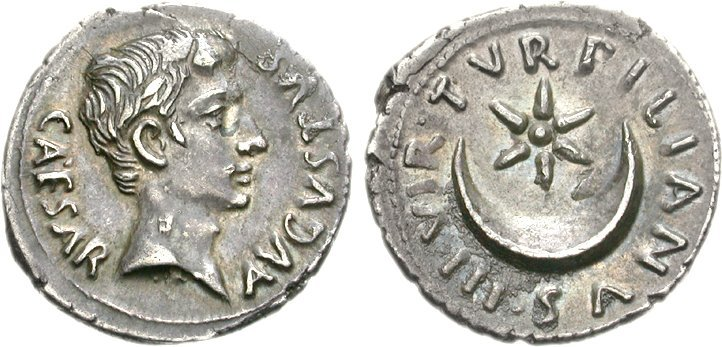
Augustus, Sonne(?) und Mondsichel

Sirene

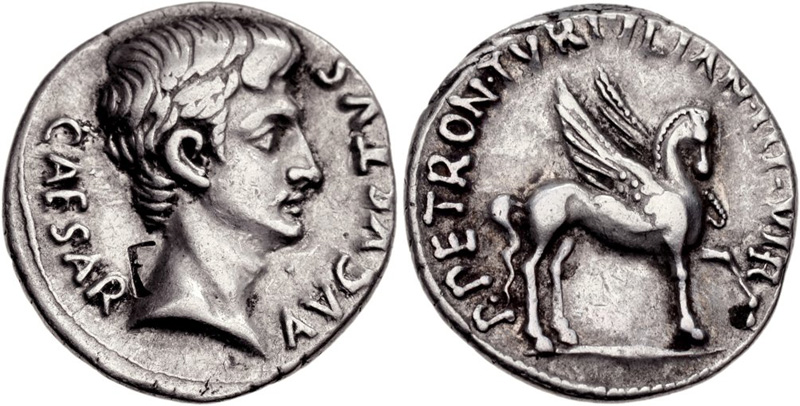
Augustus, Pegasus

Lyra (Aureus des Augustus, Rückseite)

Sitzender Satyr

Für die Selbstdarstellung des Petronius sind aber die Münzrückseiten besonders bedeutsam:
- Die unkeusche Vestalin Tarpeia, die aus Liebe zu dem feindlichen sabinischen König die Tore Roms öffnete[13] wird lebendig unter Schilden begraben.[14] Auch von der Darstellung der Sabinerfreundin Tarpeia hat man auf eine sabinische Abstammung dieses Münzmeisters zurückschließen wollen. Das ist zumindest wegen der unrühmlichen Rolle der Tarpeia etwas fragwürdig. Allerdings verwendete bereits der Münzmeister L. Titurius Sabinus im Jahre 89 v. Chr. das Motiv der Tarpeia, und gemäß Tara S. Welch geht die Münze des Petronius direkt auf dessen früher geprägten Denar zurück.[15][11] Etwas naheliegender scheint ein Bezug auf die aktuelle Politik:

Im Jahr 18 v. Chr. erließ Augustus drei Gesetze: die lex Iulia de ambitu (über die Korruption), die lex Iulia de maritandis ordinibus (über die eheliche Ordnung – Kinderlosigkeit wird benachteiligt) und die lex Iulia de adulteriis coercendis (zur Verhinderung des Ehebruchs). Die Münzen des Petronius wirken wie die propagandistische Untermalung dieser Politik: Wer sich bestechen lässt und untreu wird wie einst Tarpeia, der wird seine Strafe erhalten. Das Motiv war im Kreise des Augustusfreundes Gaius Maecenas bekannt. Überraschenderweise deutet Properz den Vorfall in einer Elegie als die Folge einer Differenz zwischen Religion und Moral. Manche datieren diese Münze in das Jahr 16 v. Chr. Neuerdings wird auch eine scherzhafte Bezugnahme des Turpilianus auf die erste Zeile von Propertius’ Elegie 4,4 vermutet: Tarpeiae turpe sepulchrum („das hässliche Grab der Tarpeia“).
- Auch die Darstellung von Sonne (?) und Mondsichel[18] könnte Teil der augusteischen Propaganda sein und den Weltherrschaftsanspruch kosmologisch unterstreichen. So heißt es in Vergils Aeneis: „Es kommen Freier aus der Ferne, die mit ihrem Geblüt unseren Namen zu den Sternen tragen sollen, und die Nachfahren ihres Geschlechts werden alle Lande, die Sol überblickt, wenn er aus dem Ozean aufsteigt und wenn er in ihn hinabsteigt, sich zu Füssen werfen.“[19] Angeblich verwandelte sich der zu einem Gott erhobene Gaius Iulius Caesar und Adoptivvater des Augustus, der Divus Iulius, in einen als Sidus Iulium gefeierten Stern.

Weitere Motive zielen in Richtung von Dicht- und Sangeskunst:
- Eine geflügelte Sirene, in jeder Hand eine Trompete.[20]

- Der geflügelte Pegasus ist zweifellos eine der schönsten Prägungen des Petronius. Das edle Pferd erzeugte mit seinem Hufschlag die „helikonischen Quelle“, aus dem alle Dichter trinken.[21]

- Die Lyra soll der Gott Hermes erfunden haben, wobei er den Panzer einer Schildkröte zweckentfremdete.[22]

- Schließlich finden sich sogar ein Pan mit Syrinx („Panflöte“!) und Pedum (Hirtenstab)[23] und ein junger sitzender Satyr, das Kinn nachdenklich in die rechte Hand geschmiegt, eine Doppelflöte zwischen den überkreuzten Beinen.[24]

Diese Motive wurden mit dem Tod des Dichters Vergil im Jahr 19 v. Chr. in Zusammenhang gebracht. Die Sirene war ein kunstvoll singender Todesengel, der Pegasus deutet auf den Musenquell, die Lyra auf die Erfindung der lyrischen Dichtung durch Hermes, der Pan auf die Erfindung der Hirtenflöte und damit deutlich genug auf die Werke und den Tod des Vergil. Nach einem Epigramm des Domitius Marsus starb gleichzeitig mit Vergil auch der Dichter Tibull. Innere Gründe von dessen Dichtung sprechen aber dafür, den Tod des Tibullus erst in das Jahr 17 oder später zu legen.
Man hat aber auch angenommen, der Münzmeister Turpilianus verehre mit diesen Münzen seinen Vorfahren, den Komödiendichter Turpilius. Dieser schrieb etwa drei Generationen vor Turpilianus beliebte Palliata, denen vor allem metrische Vielfalt und sprachliche Farbigkeit nachgerühmt wurde. Die Anmut seiner zahlreichen Komödien verhalfen ihm zu dem Ehrentitel Novella Sirena, was zumindest das Münzmotiv der Sirene bei Turpilianus zwanglos erklären könnte.